# Friedrich Rochleder

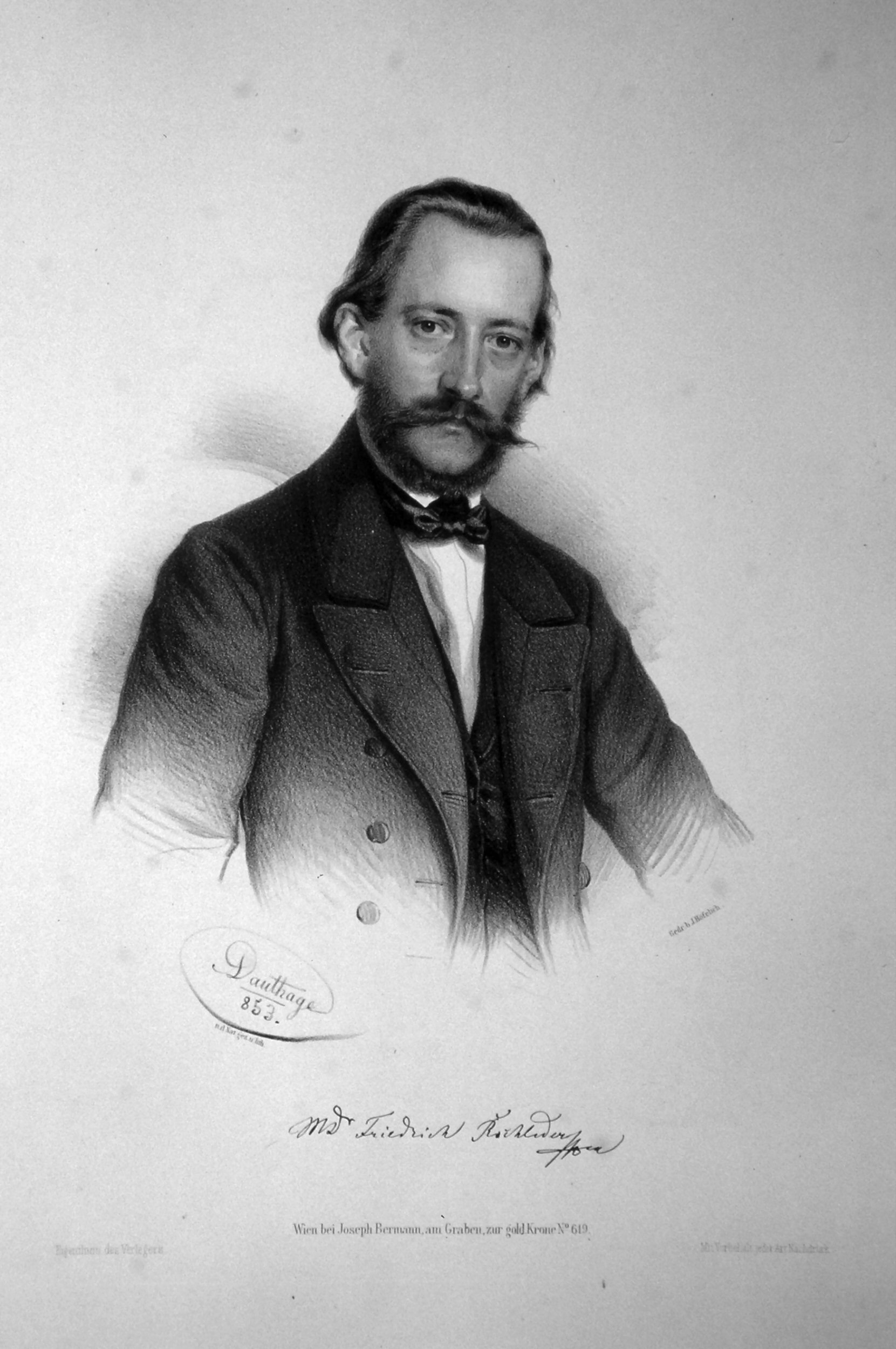
Friedrich Rochleder, Lithographie von Adolf Dauthage, 1853

Friedrich Rochleder (* 15. Mai 1819 in Wien; † 5. November 1874 ebenda) war ein österreichischer Chemiker.
Friedrich Rochleder war von seinem Vater, dem Apotheker Anton Rochleder, zum Pharmazeuten bestimmt, worin er keine Befriedigung fand. Ab 1836 studierte er Medizin an der Universität Wien und promovierte 1842 zum Dr. med. Wie sein Freund Josef Redtenbacher wandte er sich dann der Chemie zu und setzte sein Studium in Gießen bei Justus von Liebig fort. Liebigs Ideen zur Anwendung der Chemie auf die Physiologie und den Ackerbau ergänzte sich mit Rochleders Interesse für Biologie. Nach Abschluss seiner Ausbildung war er mehrere Monate in Paris und London. Nach seiner Rückkehr im Jahr 1845 ernannte Minister Graf Stadion ihn zum Professor für technische Chemie an der neuerrichteten Technischen Akademie in Lemberg. Ab 1848 war er wirkliches Mitglied der Akademie der Wissenschaften in Wien. 1849 wurde er Professor für Chemie an der Karls-Universität Prag und 1870 Professor für allgemeine und pharmazeutische Chemie an der Universität Wien.
Er beschäftigte sich hauptsächlich mit Pflanzenchemie.

## Veröffentlichungen
- Über einige Bestandtheile der Blätter u. Rinde von Cèrasus acida Borckh; Wien, 1869
- Ueber die Stammrinde von Pyrus Malus L. und Aesculus Hippocastanum L; Wien, 1867
- Ueber die Krystallisierten Bestandteile der Rosskastanie: (Aesculus Hippocastanum L.); Wien 1863
- Notiz ueber eine Reihe homologer Farbstoffe; Wien, 1863
- Untersuchung der reifen Samen der Rosskastanie; Wien, 1862
- Über das Vorkommen des Querzitrin als Blüthenfarbestoff; Wien, 1859
- Handbuch der Chemie, Bd. 8, Phyto- und Zoochemie (mit Leopold Gmelin) 1858
- Mittheilungen aus dem chemischen Laboratorium zu Prag; Wien, 1858
- Chemie und Physiologie der Pflanzen; Heidelberg, Winter, 1858
- Anleitung zur Analyse von Pflanzen und Pflanzentheilen; Würzburg, Stahel, 1858
- Ueber die Anwendung des Tonerdehydrates und der Tonerdesalze in der Analyse von Pflanzentheilen; Wien, 1857
- Notiz über die Gerbsäuren; Wien, 1856
- Vorläufige Notiz ueber den Galläpfel-Färbestoff; Wien, 1856
- Ueber eine eigentümliche Zersetzung des schwefligsauren Ammoniumoxydes; Wien, 1856
- Ueber das Aesculin; Wien, 1856
- Über die chinesischen Gelbschoten; Wien, 1855
- Ueber die Oxyde R2O3; Wien, 1855
- Über das Trocknen der zu analysirenden Substanzen; Wien, 1855
- Ueber die Einwirkung doppeltschwefeligsaurer Alkalien auf organische Substanzen; Wien, 1854
- Ueber die Bildung der Kohlenhydrate in den Pflanzen; Wien, 1854
- Notiz über Aesculetin und Origanum-Oel; Wien, 1854
- Phytochemie; Leipzig, Engelmann, 1854
- Ueber einige Bitterstoffe; 1853
- Nachschrift zu der Untersuchung von Pinus sylvestris des Herrn Kawalier; 1853
- Über die natürliche Familie der „Rubiaceae“; 1852
- Über die natürliche Familie der Ericineae; 1852
- Die Genussmittel und Gewürze in chemischer Beziehung; Wien, 1852
- Untersuchung der Wurzel der Rubia tinctorum; Wien, 1851
- Ueber die Wurzel Rubia tinctorum
- Notiz über Richardsonia scabra; 1851
- Ueber die Wurzel der Chiococca racemosa; Wien, 1850
- Ueber das Caffein; 1850
- Notiz über ein Stearopten aus Kassiaöl; 1850
- Beiträge zur Phytochemie; Wien, 1847